# Kälklot
Kälklot är en ö i Finland. Den ligger i Skärgårdshavet och i kommunen Pargas i den ekonomiska regionen  Åboland i landskapet Egentliga Finland, i den sydvästra delen av landet. Ön ligger omkring 45 kilometer väster om Åbo och omkring 190 kilometer väster om Helsingfors.
Öns area är 2 hektar och dess största längd är 260 meter i sydöst-nordvästlig riktning. Runt Kälklot är det mycket glesbefolkat, med 7 invånare per kvadratkilometer. Närmaste större samhälle är Korpo, 15,3 km söder om Kälklot.